# Meriania longifolia
Meriania longifolia är en tvåhjärtbladig växtart som först beskrevs av Charles Victor Naudin, och fick sitt nu gällande namn av Célestin Alfred Cogniaux. Meriania longifolia ingår i släktet Meriania och familjen Melastomataceae. Inga underarter finns listade i Catalogue of Life.